# Alagoaslövletare
Alagoaslövletare (Philydor novaesi) är en sydamerikansk fågel i familjen ugnfåglar inom ordningen tättingar. Sedan 2019 anses den vara utdöd.

## Utseende och läte
Alagoaslövletaren var en 18 cm lång enfärgat rödbrun ugnfågel. På huvudet syntes ockrafärgad panna och tygel med svarta fjäll, svartbrun hjässa med mörkt olivbruna fjäll, smala beigebruna ögonbryns- och mustaschstreck, ett kastanjebrunt ögonstreck och ett svartaktigt streck från näbb till örontäckare med kastanjebruna fläckar. Ovansidan var olivaktigt kastanjebrun, på övergump och stjärt mer rostbrynt. Undersidan var ljust rostfärgad, med olivgrön anstrykning på buksidor och undergump. Sången beskrivs som en något fallande serie visslingar, "uü-uü-uü", varningslätet ett "thürr".

## Utbredning och status
Fågeln förekom tidigare på endast två lokaler i bergsskogar i nordöstra Brasilien. Den upptäcktes först 1979 i Murici i Alagoas. Senare studier visade att den var sällsynt, med inga fynd 1992–1998, enstaka individer 1998–1999 och fyra fåglar år 2000. I april 2003 upptäcktes arten också i Frei Caneca Private Reserve i Pernambuco, liksom i intilliggande Jaqueira Reserve, där två individer sågs 2007/2008. 2009 filmades en individ och arten kunde fortfarande hittas vid Frei Caneca i slutet av 2010 och början av 2011. Trots intensiva eftersökningar har inga fåglar setts sedan dess. En studie från 2018 rekommenderade att arten ska bedömas som utdöd. Internationella naturvårdsunionen IUCN följde dessa rekommendationer 2019.

## Levnadssätt
Alagoaslövletaren hittades i skogsbryn inuti bergsskogar på 400–550 meters höjd, där den observerats även i varsamt avverkad och uppväxt skog. Den har setts enstaka, i par eller i smågrupper, ofta i artblandade flockar. Fågeln plockade insekter från löv, bark och håligheter, bland annat insektslarver från död ved, skalbaggar, gräshoppor och myror. Studier tyder på att arten framför allt födosökte i bromelior. Dess häckningsbiologi finns få uppgifter om, annat än att en ungfågel sågs i januari och fåglar noterades rugga i februari.

## Namn
Fågelns vetenskapliga artnamn hedrar Fernando Capocchi Novaes (född 1927), en brasiliansk advokat och ornitolog.